# Heat Island
Pour plus de détails, voir Fiche technique et Distribution.
Heat Island (ヒートアイランド, Hīto airando) est un film japonais réalisé par Osamu Katayama (ja), sorti en 2007.

## Synopsis
Un jeune voyou, Aki, traîne avec sa bande dans le quartier de Shibuya. Lorsqu'il se retrouve en possession d'une grosse somme d'argent volée, les yakuzas ne tardent pas à s'intéresser au petit groupe... Pour Aki et les autres, la survie devient une course contre la montre.

## Fiche technique
- Titre : Heat Island
- Titre original : ヒートアイランド (Hīto airando?)
- Réalisation :  Osamu Katayama (ja)
- Scénario : Mikio Satake d'après le roman homonyme de Ryōsuke Kakine (ja)
- Musique : Hirohide Shida
- Photographie : Kōichi Saitō
- Montage : Shigeki Matsuo (ja)
- Production : Kimio Hara, Yūji Ishida, Sei Matsumoto, Hiroaki Miki, Tarō Nagamatsuya
- Société de distribution : Xanadeux Company
- Pays de production :  Japon
- Genre : action et yakuza eiga
- Durée : 106 minutes
- Classification : déconseillé aux moins de 12 ans
- Dates de sortie : 
  - Japon : 20 octobre 2007[1]

## Distribution
- Yū Shirota : Aki
- Ryō Kimura : Kaoru
- Keiko Kitagawa : Nao
- Naoya Urata : Takeshi
- Yū Koyanagi : Jun
- Tsuyoshi Ihara : Kakizawa
- Shigeki Hosokawa : Momoi
- Tomiko Van : Minami
- Chiaki Itō : Yuko
- Yoshimasa Kondō : Kyama
- Matsuo Suzuki : Orita
- Papaya Suzuki : Ronaldo
- Shohei Suzuki : Satoru
- Sōsuke Takaoka : Ryuichi
- Kosuke Toyohara : Kuroki
- Atsushi Yanaka : Andre
- Makoto Araki
- Atsuko Anami
- Yasuhito Hida
- Kiriko Isono
- Kensuke Seki